# Der Angriff
Der Angriff (signifiant L'Attaque en français) est un journal berlinois, national-socialiste et à l'origine hebdomadaire, publié pour la première fois le 4 juillet 1927.

## Historique
Der Angriff est à sa première publication tiré à environ 2 000 exemplaires. L'initiative de la création de ce journal est de Joseph Goebbels, alors Gauleiter de Berlin. Sa parution a été autorisée par le chef du NSDAP, Adolf Hitler. Le contenu du journal est principalement fondé sur les principes nationaux-socialistes du parti. 

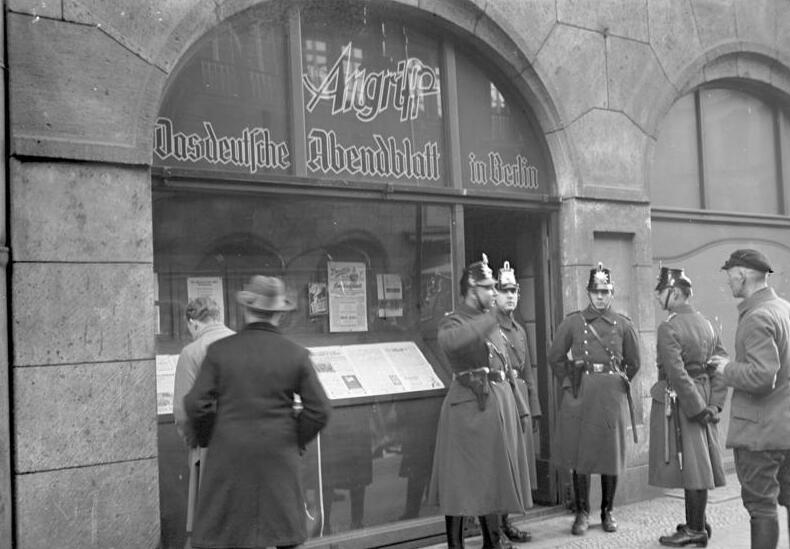
Policiers à Berlin en 1932 devant les locaux du quotidien Der Angriff.

Assez rapidement, dès le 1er novembre 1930, l'hebdomadaire devient un journal quotidien du Gau. Déjà, le 12 août 1931, il est tiré à 90 000 exemplaires et comporte une douzaine de pages. 
Il fait souvent l'objet d'interdiction de publication, notamment quatre semaines à compter du 6 juin 1931, puis une nouvelle fois, durant trois semaines à partir du 30 septembre 1931. Le 7 janvier 1932, le journal est à nouveau interdit de publication pour une semaine « pour avoir jeté le discrédit sur la religion juive ».  Un article dénonçant le soutien social-démocrate à la candidature de Hindenburg lui vaut une autre suspension de huit jours le 27 février 1932. Mais, il gagne tellement en popularité que le 22 septembre 1932, il est officialisé que ce journal paraît dorénavant (à compter du 1er octobre) deux fois par jour : l'édition du jour continue de s'appeler Der Angriff, tandis que l'édition du soir porte le nom de Angriff am Mittag et Nachtangriff. 